# Alfredo Bosi
Alfredo Bosi (São Paulo, 26 de agosto de 1936 – São Paulo, 7 de abril de 2021) foi professor emérito da Universidade de São Paulo, crítico e historiador da literatura brasileira, membro da Academia Brasileira de Letras de 2003 a 2021.

## Biografia
Alfredo Bosi nasceu em 26 de agosto de 1936, em São Paulo. Filho de Thereza Fazulo, salernitana, e Alfredo Bosi, paulista de raízes toscanas e vênetas. Foi casado com a psicóloga social, escritora e professora do Instituto de Psicologia da USP, Ecléa Bosi, com quem teve dois filhos: Viviana - professora de Literatura - e José Alfredo, médico.
Bosi cursou o primário no Grupo Escolar Dom Pedro II e o secundário completo no Ginásio Piratininga. Em 1955, ingressou no curso de Letras Neolatinas da Universidade de São Paulo onde obteve a licenciatura. Em 1958, realizou o curso de especialização em Literatura Brasileira, Filologia Românica e Literatura Italiana; no ano seguinte, foi escolhido para assistente de Literatura Italiana na Universidade de São Paulo. Obteve uma bolsa de estudos do governo italiano para estudar Estética e Filosofia da Renascença na Faculdade de Letras da Universidade de Florença, no biênio de 1961-62.
De volta ao Brasil, em 1962, retomou a cadeira de Literatura Italiana, junto com o professor Ítalo Battarello; disciplina que lecionou até 1970. Nesses anos defendeu duas teses que permanecem inéditas ainda hoje. Uma de doutorado com o título de "Itinerario della narrativa pirandelliana" (1964) e outra de Livre-docência intitulada "Mito e poesia em Leopardi" (1970). Foi responsável, entre 1963 e 1970, pela seção "Letras Italianas" do Suplemento Literário do jornal Estado de São Paulo no qual publicou mais de vinte artigos sobre: Leopardi, Pirandello, Moravia, Buzzati, Manzoni, Gadda, Ungaretti, Montale, Quasimodo, Pasolini, entre outros.
Tendo publicado sua História Concisa da Literatura Brasileira em 1970, obra de referência obrigatória que já está em sua 50a edição, passa a prevalecer em sua formação a Literatura Brasileira. Em 1971, transfere-se para o Departamento de Letras Clássicas e Vernáculas da USP, onde ministra a disciplina Literatura Brasileira, tornando-se titular em 1985.
Foi professor visitante da École des Hautes Études en Sciences Sociales de Paris a partir do ano de 1993.
Bosi morreu em 7 de abril de 2021 de COVID-19 em São Paulo.

## Formação
A formação intelectual de Alfredo Bosi, contudo, perpassa esse binômio que define seu itinerário crítico: a literatura italiana e a literatura brasileira, e tem um viés de humanismo democrático, para usar a fórmula de Edward Said. O conhecimento apurado de filósofos como Vico, Hegel, Croce, Lukács, as análises críticas sobre arte, história e política o colocam entre os intelectuais mais lúcidos do Brasil da segunda metade do século XX.  
A sua formação política tem duas vertentes. Uma teórica, em que a figura de Gramsci é central, autor que reverbera no conceito de "resistência", presente em boa parte de sua obra crítica. E outra militante, iniciada junto a um grupo de operários de Osasco, na periferia de São Paulo, ao longo da década de 1970, militância ligada, também, ao Centro de Defesa dos Direitos Humanos Dom Paulo Evaristo Arns do qual foi presidente (Cotia 1982-1984) e à Comissão de Justiça e Paz desde 1987. Ao longo da década de 1980, Bosi publicou vários artigos (“intervenções”, algumas delas recolhidas no livro Entre a Literatura e a História, Companhia das Letras 2013) na Folha de S.Paulo que compõem parte de seu compromisso intelectual como militante.

## Atividades
- Membro do Conselho Editorial da Edusp (1985-1987).
- Membro da Comissão de Justiça e Paz (1987-1994).
- Diretor do Instituto de Estudos Avançados da USP (1997-2001) e vice-diretor a partir de 2002.
- Editor da Revista Estudos Avançados (1989-).
- Membro do Conselho Diretor do Instituto Cultural Ítalo-Brasileiro (1991-).
- Coordenador do Programa “Educação para a Cidadania” do IEA-USP (1991-1994).
- Coordenador da Comissão de Defesa da Universidade Pública (1998-99) e organizador do documento coletivo A presença da Universidade Pública (USP-2000).
- Membro da Comissão do Código de Ética da Universidade de São Paulo (2001) e Presidente da Comissão de Ética da Universidade de São Paulo (2002-2003).
- Coordenador da Cátedra Lévi-Strauss, do IEA-USP em convênio com o Collège de France (1998-)
- Coordenador do Grupo de pesquisa Literatura e Cultura do IEA-USP (2006-).
- Professor da Cátedra Sérgio Buarque de Holanda de Ciências Sociais (Paris- 2003).
- Membro da Academia Brasileira de Letras, ocupando a Cadeira 12, desde 2003.

## Obra
Alfredo Bosi publicou mais de vinte livros, além de participar com capítulos em obras coletivas e organizar (Araripe Jr., José Bonifácio, o moço, Padre Vieira), coordenar (Leitura de poesia, Ática: 1996) e prefaciar (Cecília e Mário de Cecília Meireles; Minha formação, de Joaquim Nabuco; Diário do Hospício e Cemitério dos Vivos, de Lima Barreto; Ciência Nova, de Vico; a Estética de Benedetto Croce; Um, nenhum e cem mil, de Pirandello; Sobre Letras e Artes, de Otto Maria Carpeaux; A estrutura da bolha de sabão, de Lygia Fagundes Telles; Criatividade e dependência na civilização industrial, de Celso Furtado,etc.) outros tantos. Os conceitos de “resistência”, pseudomorfose, que toma de um de seus mestres, Otto Maria Carpeaux, além da leitura dialética, em termos de análise contraideológica da cultura, percorrem o grosso de sua produção intelectual.
De sua obra é necessário destacar, em primeiro lugar, a História Concisa da Literatura Brasileira, obra de fôlego e referência bibliográfica obrigatória de estudiosos e pesquisadores da literatura brasileira; mas também O ser e o tempo de poesia (1977), obra teórica e poética da qual o ensaio “Poesia-resistência” é uma iluminação; Céu, Inferno. Ensaios de crítica literária e ideológica, que reúne ensaios de literatura brasileira e italiana; Os ensaios de Dialética da Colonização, exercícios de crítica histórico-literária que  rendeu ao autor o prêmio Casa Grande & Senzala e o prêmio da Crítica de melhor ensaio do ano 1992; obra traduzida  para o francês, o inglês e o espanhol. O núcleo machadiano de sua crítica  contempla dois livros: Machado de Assis. O enigma do olhar (2000) e Brás Cubas em três versões (2006), além de vários ensaios e artigos sobre o autor de Dom Casmurro.  Em Ideologia e contraideologia (2010) se detém  sobre o conceito de ideologia para fazer uma radiografia de sua história ao longo de quinze ensaios, na primeira parte, e uma leitura contraideológica em chave brasileira na segunda parte.
Outras obras de relevância: Reflexões sobre a arte (Ática: 1985); Literatura e Resistência (Companhia das Letras: 2002); Entre a Literatura e a História (2013: Editora 34).
Lista completa:
- O pré-modernismo (Editora Cultrix, 1966);
- História concisa da literatura brasileira (Cultrix, 1970 – 44ª ed., 2007;
- Historia Concisa de la Literatura Brasileña, Fondo de Cultura Económica, México (1983 – 2ª ed., 2001);
- O conto brasileiro contemporâneo (Cultrix, 1975 – 14ª ed., 2002);
- "As letras na Primeira República". In: O Brasil republicano (Difel, 1977);
- O ser e o tempo da poesia (Cultrix, 1977; 6ª.ed., Companhia das Letras, 2000; Prêmio Associação Paulista dos Críticos de Arte 1978);
- Reflexões sobre a arte (Editora Ática, 1985 – 7ª ed., 2002);
- Céu, inferno (Ática, 1988; 34 Letras, 2004);
- Dialética da colonização (Companhia das Letras, 1992 – 4ª ed., com posfácio, 2001; Culture brésilienne. Une dialectique de la colonisation, Paris, L'Harmattan, 2000; Cultura Brasileña. Una dialéctica de la colonización, Salamanca, Ed. Universidad de Salamanca, 2005);
- "O tempo e os tempos". In: Tempo e história (Companhia das Letras, 1992);
- Leitura de poesia (org. e apres., Ática, 1996);
- Machado de Assis: O enigma do olhar (Ática, 1999; 4ª Edição, 2007);
- Machado de Assis (Publifolha, 2002);
- Literatura e resistência (Companhia das Letras, 2002).
- Brás Cubas em três versões (Companhia das Letras, 2006).
- Ideologia e Contraidelogia (Companhia das Letras, 2010).
- Entre a Literatura e a História (Editora 34, 2013)

## Obras traduzidas
- História concisa de la literatura brasileña. Trad. de Marcos Lara. México: Ed. Fondo de Cultura Económica, 1983; 2.ª ed., 2001.
- La culture brésilienne: une dialectique de la colonisation. Trad. de Jean Briant. Paris: Ed. L’Harmattan, 2000.
- La cultura brasileña: una dialéctica de la colonización. Trad. de Eduardo Rinesi e Jung Há Kang.  Salamanca: Ed. Universidad de Salamanca, 2005.
- Colony, Cult and Culture. Trad. por Robert P. Newcomb. Dartmouth: University of Massachusetts, 2008.
- Brazil and the Dialectic of Colonization . Trad. Robert Newcomb. University of Illinois, 2015.

## Reconhecimentos e prêmios
- Prêmio de “Melhor Ensaio de 1977” conferido a O Ser e o Tempo da Poesia, pela Associação Paulista de Críticos de Arte.
- Prêmio de “Melhor Ensaio de 1992”, conferido a Dialética da Colonização pela Associação Paulista de Críticos de Arte.
- Distinção “Homem de Ideias de 1992”, conferida pelo Jornal do Brasil.
- Medalha “Cristoforo Colombo”, conferida pela Associação Lígures no Mundo aos estudiosos brasileiros da cultura italiana, em 1992.
- Prémio Casa-Grande & Senzala 1993, conferido a Dialética da Colonização pela Fundação Joaquim Nabuco.
- Prêmio Jabuti para melhor obra de Ciências Humanas 1993, conferido a Dialética da Colonização.
- Admissão à “Ordem de Rio Branco” no grau de Comendador, outorgada pelo Presidente da República em 30 de abril de 1996.
- Prêmio Jabutii para melhor ensaio em 2000, conferido a Machado de Assis. O Enigma do Olhar.
- Admissão à “Ordem do Mérito Cultural”, outorgada pelo Ministério da Cultura em 8 de novembro de 2005.
- Professor Emérito da Universidade de São Paulo (2009)
- Professor Emérito do Instituto de Estudos Avançados da Universidade de São Paulo (2013)

## Academia Brasileira de Letras
Foi eleito membro da Academia Brasileira de Letras em 20 de março de 2003, ocupando a cadeira 12.